# 小行星18458
小行星18458（18458 Caesar）是一颗绕太阳运转的小行星，为主小行星带小行星。该小行星于1995年3月5日发现。

## 轨道参数
小行星18458的轨道半长轴为2.2995692 UA，离心率为0.137。